# Minano
Minano (皆野町?) è una cittadina giapponese della prefettura di Saitama.